# Януари (филм)
„Януари“ е български игрален филм от 2021 година с елементи на драма, хорър и мистерия. Филмът е вдъхновен от пиесата „Януари“ на Йордан Радичков и е дебют в игралното кино на режисьора Андрей Паунов.
Официалната премиера за България е на 20 януари 2023 година, а на 7 април 2024 година е излъчен по БНТ 1.
Филмът е заснет за 23 дни през януари и февруари 2019 година в Средна гора.

## В ролите
- Самуел Финци – портиерът
- Йосиф Сърчаджиев – старецът
- Захари Бахаров – близнак 1
- Светослав Стоянов – близнак 2
- Леонид Йовчев – свещеникът
- Борислав Чучков – кукерът
- Малин Кръстев – барманът